# Gandanameno purcelli
Gandanameno purcelli är en spindelart som först beskrevs av Tucker 1920.  Gandanameno purcelli ingår i släktet Gandanameno och familjen sammetsspindlar. Inga underarter finns listade i Catalogue of Life.